# 郭無為
郭無為（？—979年），号抱腹山人，五代末年棣州（今山东惠民）人。
早年为道士，曾于武当山出家。后汉祐三年（950年），郭威出兵征讨李守贞，郭自荐于军前。郭威惊异于他对国事的见识，但是为免后汉隐帝刘承祐的猜忌，未接受郭的投奔。
其后，北汉刘承钧即位，征召郭无为为谏议大夫，不久，又以其为相，执掌国政。968年刘承钧死后，刘继恩继位，怨恨郭無為在立储问题上不曾为其出力，欲逐之，未果。同年刘继恩为侍从所杀，郭立即迎立其弟刘继元，时人多有怀疑他是幕后主使。
979年，宋太宗征北汉，郭欲降，被刘继元绞死。